# Marie-Andrée Lessard
Marie-Andrée Lessard, née le 6 décembre 1977, est une joueuse de volleyball de plage canadienne. Avec sa coéquipière Annie Martin, elle a participé au tournoi féminin de beach-volley aux Jeux olympiques d'été de 2012.